# Mitsubishi Cordia
La Mitsubishi Cordia è una autovettura prodotta dalla casa automobilistica giapponese Mitsubishi Motors dal 1982 al 1990.

## Contesto
La vettura, che era una coupé a due volumi fastback, insieme alla Tredia e alla Starion, la Cordia fu una delle prime vetture importate e vendute negli Stati Uniti dalla Mitsubishi senza l'ausilio della Chrysler, che era proprietaria di una parte della Mitsubishi.

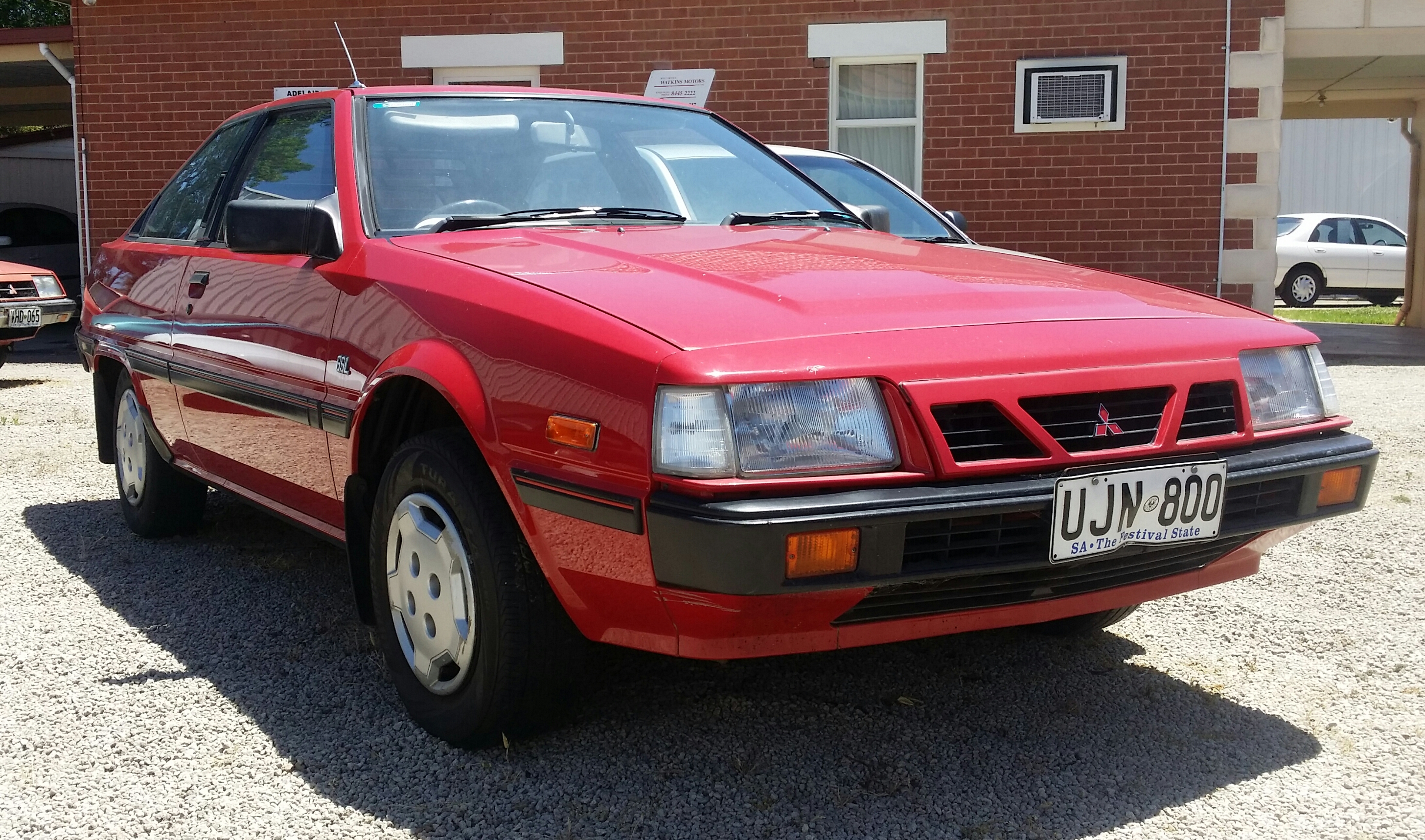
Mitsubishi Cordia restyling del 1985-1989

La Cordia è stata una delle prime vetture del a offrire un quadro strumenti digitale che utilizza un display a cristalli liquidi (LCD).

## Descrizione
La Cordia, che si collocava tra la Galant e la Lancer esistenti, utilizzava la trazione anteriore ed era simile nel design alla contemporanea Mirage, ad eccezione del fatto che aveva dimensioni maggiori. La linea della carrozzeria era a cuneo, con un coefficiente di resistenza aerodinamica pari a 0,34.
Le sospensioni all'avantreno seguivano lo schema MacPherson e la trasmissione era affidata ad un cambio manuale o automatico. Le motorizzazioni disponibili al lancio erano tre: un 1,4 litri da 68 CV, un 1,6 litri da 74-87 CV (55-65 kW) e turbo da 1,6 litri  da 114 CV (84 kW). In alcuni mercati era disponibile anche con un 1,6 litri da 110 CV (82 kW). Nel 1984 negli USA è stata introdotta una motorizzazione  da 2.0 litri con 88 CV.
La vettura ha subito un leggero restyling nel 1983 e l'anno seguente è stata introdotta una variante a la trazione integrale. Tutta la gamma di motori nel 1985 è stata modificata per consentire alle auto di funzionare con benzina senza piombo, con l'introduzione di un nuovo motore da 1,8 litri da 100 CV ( 75 kW) in versione aspirata e 135 CV (101 kW) in quella turbocompressa. La Cordia è stata venduta negli Stati Uniti fino al 1988. La produzione giapponese è stata interrotta nel 1990.